# 2. československá hokejová liga 1960/1961
2. československá hokejová liga 1960/1961 byla 8. ročníkem československé druhé nejvyšší hokejové soutěže.

## Systém soutěže
Soutěže se účastnilo 24 týmů rozdělených do dvou skupin po 12 týmech. Ve skupině se utkaly týmy dvoukolově každý s každým (celkem 22 kol). Vítězové skupin postoupili do nejvyšší soutěže.
Poslední dva týmy z každé skupiny sestoupily do příslušného krajského přeboru.

## Základní část

### Skupina A
| Poř. | Tým                                     | Z  | V  | R | P  | VG  | OG  | B  |
| ---- | --------------------------------------- | -- | -- | - | -- | --- | --- | -- |
| 1.   | VTJ Dukla Litoměřice                    | 22 | 15 | 3 | 4  | 110 | 49  | 33 |
| 2.   | TJ Jiskra Havlíčkův Brod                | 22 | 15 | 1 | 6  | 86  | 55  | 31 |
| 3.   | TJ Spartak Tatra Kolín                  | 22 | 13 | 1 | 8  | 110 | 85  | 27 |
| 4.   | TJ Spartak Motorlet Praha               | 22 | 10 | 5 | 7  | 78  | 76  | 25 |
| 5.   | TJ Spartak AZNP Mladá Boleslav          | 22 | 10 | 5 | 7  | 60  | 60  | 25 |
| 6.   | TJ SONP Kladno B                        | 22 | 9  | 5 | 8  | 82  | 72  | 23 |
| 7.   | TJ Dynamo Karlovy Vary                  | 22 | 8  | 4 | 10 | 76  | 85  | 20 |
| 8.   | TJ Lokomotiva Liberec                   | 22 | 8  | 3 | 11 | 72  | 102 | 19 |
| 9.   | TJ Spartak ZVÚ Hradec Králové           | 22 | 9  | 0 | 13 | 80  | 89  | 18 |
| 10.  | TJ Spartak Tatra Smíchov                | 22 | 6  | 4 | 12 | 75  | 106 | 16 |
| 11.  | TJ Spartak Královopolská strojírna Brno | 22 | 7  | 1 | 14 | 91  | 116 | 15 |
| 12.  | TJ Spartak Praha Sokolovo B             | 22 | 5  | 2 | 15 | 70  | 95  | 12 |

### Skupina B
| Poř. | Tým                                | Z  | V  | R | P  | VG  | OG  | B  |
| ---- | ---------------------------------- | -- | -- | - | -- | --- | --- | -- |
| 1.   | TJ VŽKG Ostrava                    | 22 | 19 | 2 | 1  | 177 | 45  | 40 |
| 2.   | TJ Baník OKD Ostrava               | 22 | 17 | 2 | 3  | 137 | 77  | 36 |
| 3.   | TJ Spartak Moravia Olomouc         | 22 | 12 | 5 | 5  | 69  | 67  | 29 |
| 4.   | TJ Lokomotíva Tatrapíly Poprad     | 22 | 12 | 2 | 8  | 108 | 91  | 26 |
| 5.   | TJ Železárny Prostějov             | 22 | 12 | 2 | 8  | 89  | 75  | 26 |
| 6.   | TJ Spartak Třebíč                  | 22 | 11 | 1 | 10 | 102 | 88  | 23 |
| 7.   | TJ Slovan Hodonín                  | 22 | 10 | 2 | 10 | 89  | 79  | 22 |
| 8.   | TJ Slezan Opava                    | 22 | 10 | 0 | 12 | 120 | 96  | 20 |
| 9.   | TJ Slovan ÚNV Bratislava B         | 22 | 6  | 2 | 14 | 75  | 113 | 14 |
| 10.  | TJ Rudá hvězda Havířov             | 22 | 5  | 1 | 16 | 84  | 127 | 11 |
| 11.  | TJ Červená hviezda Banská Bystrica | 22 | 4  | 1 | 17 | 56  | 142 | 9  |
| 12.  | TJ Slovan Nitra                    | 22 | 4  | 0 | 18 | 46  | 171 | 8  |

Týmy VTJ Dukla Litoměřice a TJ VŽKG Ostrava postoupily do nejvyšší soutěže.
Týmy TJ Spartak Královopolská strojírna Brno, TJ Spartak Praha Sokolovo B, TJ Červená hviezda Banská Bystrica a TJ Slovan Nitra sestoupily do příslušného krajského přeboru.